# Pennantiaceae
Classification APG III (2009)
Famille
Les Pennantiaceae (ou les Pennantiacées) sot une famille de plantes à fleurs dicotylédones de l'ordre des Apiales.

## Étymologie
Le nom vient du genre type Pennantia, qui honore le naturaliste gallois Thomas Pennant (1726–1798).
Le nom générique fut créé en 1775 par Johann Reinhold Forster et Georg Forster dans Characteres Generum Plantarum,.
L'espèce type est Pennantia corymbosa (en) J.R. Forst. & G.Forst.
La famille des Pennantiaceae a été créée en 1858 par Jakob Georg Agardh dans Theoria Systematis Plantarum.

## Classification
En classification classique de Cronquist (1981), cette famille n'existe pas. Dans cette classification le genre Pennantia est assigné à la famille des Icacinacées.
En classification phylogénétique APG II (2003), elle ne comprend que quatre espèces du genre Pennantia (Kaikomako dans la langue māori). Ce sont de petits arbres d'environ 5-10 m de hauteur, originaires de Nouvelle-Zélande et Australie.

## Liste des genres
Selon Angiosperm Phylogeny Website (12 Jul 2010), NCBI (12 Jul 2010) et DELTA Angio (12 Jul 2010) :
- Pennantia (en) J. R. Forster & G. Forster

## Liste des espèces
Selon NCBI (12 Jul 2010) :
- genre Pennantia
  - Pennantia baylisiana
  - Pennantia corymbosa
  - Pennantia cunninghamii
  - Pennantia endlicheri

Pennantia baylisiana est un petit arbre dont l'unique spécimen a été découvert vers 1945 au nord de la Nouvelle-Zélande, ne portant que des fleurs femelles (des arbres avec des fleurs mâles n'ayant pas encore été découverts) la fructification est rare, on essaie de le faire polliniser par d'autres espèces de Pennantias portant des fleurs mâles.